# بوبي غولدمان
بوبي غولدمان (بالإنجليزية: Bobby Goldman)‏ هو لاعب الجسر ‏ أمريكي، ولد في 10 نوفمبر 1938، وتوفي في 15 مايو 1999 في دالاس في الولايات المتحدة.